# 西真凛
西 真凛（にし まりん、6月15日 - ）は、日本の元女性声優。神奈川県出身。
リマックス預かりだったが、2021年内に退所し、Twitterアカウントも削除された。所属時はボーカルワークショップユニットWWCUUのメンバーだった。

## 出演
太字はメインキャラクター。

### ゲーム
- ポポロクロイス物語～ナルシアの涙と魔法の笛～（時期不明、レイリイ）[1]
- ファイトリーグ（2020年、ミリセント・メトル）[3]
- ロストストーンズ（2020年、ジャンヌ、直虎 他）[4]

### 吹き替え
- ステータス・アップデート（2018年、ウェスコット先生 他）[1]
- レジェンド・オブ・ゴッド（2020年、青鸞、鸞鳳）[5]